# 永久檔案
《永久记录：美国政府监控全世界网络信息的真相》（英語：Permanent Record: A Memoir of a Reluctant Whistleblower）是一本由愛德華·斯諾登所寫的自傳，於2019年9月17日出版，繁體中文版由時報文化出版社發行，简体中文版由民主与建设出版社博集天卷出版发行。

## 作者介紹
愛德華·約瑟夫·斯諾登（英語：Edward Joseph Snowden，1983年6月21日—），前美國中央情報局（CIA）職員，美國國家安全局（NSA）外包技术員。因於2013年6月在香港将美国国家安全局关于稜鏡計劃监听项目的秘密文档披露给英国《卫报》和美国《华盛顿邮报》，遭到美國和英國的通缉。2013年6月23日，斯諾登離開香港前往莫斯科，俄羅斯聯邦給予他一年临时难民身份。2014年8月7日，斯諾登獲得俄聯邦三年的居留許可證。2017年1月，居留许可延长至2020年。2020年10月，俄罗斯联邦给予了斯诺登永久居留权。2022年9月26日，俄罗斯总统普京签署总统令，授予斯诺登俄罗斯公民身份。

## 稜鏡計畫
稜鏡計劃（英語：PRISM）是一项由美国国家安全局（NSA）自2007年开始实施的绝密级网络监控監聽計劃。該計劃的正式名稱為「US-984XN」。
根據報導，泄露的文件中描述PRISM計劃能夠對即時通訊和既存資料進行深度的監聽。許可的監聽對象包括任何在美國以外地區使用參與計劃公司服務的客戶，或是任何與國外人士通信的美國公民。國家安全局在PRISM計劃中可以獲得電子郵件、視訊和語音交谈、影片、照片、VoIP交談內容、檔案傳輸、登入通知的数据，以及社群網路細節，並透過各種聯網裝置，如智慧型手機、電子式手錶等各式聯網裝置對特定目標進行攻擊。綜合情報文件《总统每日简报》中在2012年中的1,477個計劃裡使用了來自稜鏡計劃的資料。
关于PRISM的报道，是在美國政府持續秘密要求威訊向國家安全局提供所有客戶每日電話記錄的消息曝光後不久出现的。洩露這些絕密文件的是國家安全局合約外包商員工愛德華·斯諾登，於2013年6月6日在英国《衛報》和美国《華盛頓郵報》公開。

## 法律纠纷
2019年9月17日，美国司法部发布声明称已对斯诺登提起民事诉讼，理由是《永久檔案》涉嫌违反相关保密协议。斯诺登提及这一行为造成了史翠珊效应提升了书的销量。

## 中国大陆的审查删节
2019年11月12日，斯诺登发布推特，称该书在中国大陆出版的简体中文版遭修改。
“我的书《永久记录》的简体中文版已经被修改，违反了合同。 隐藏关于国内监视与民主的基本真理，是对一个伟大社会尊严的侮辱。”
删除的内容包含斯诺登对阿拉伯之春抗议者动机的观察：
“人们呼吁结束压迫、审查制度和社会的不稳定。他们表明在一个真正公正的社会中，人民不对政府负责，而政府应对人民负责。”
之后对威权主义政府本质的评论:
“专制国家通常不是依法执政，政府是一群领导人。他们要求民众保持忠诚，抵制异议。”
中文版还删除了涉及中国军方网络情报机构及其能力、中国防火长城、关于香港只有“名义上的自治”的内容。斯诺登于是邀请支持者制作未删节的版本并在网上免费发布出来。